# Kierga
Kierga est une commune rurale située dans le département de Coalla de la province de la Gnagna dans la région de l'Est au Burkina Faso.

## Géographie
Kierga – qui est une localité agropastorale dispersée en plusieurs centres d'habitations – se trouve à 14 km au nord de Coalla.

## Santé et éducation
Le centre de soins le plus proche de Kierga est le centre de santé et de promotion sociale (CSPS) de Bonsiéga.